# Траса (фільм, 1978)
«Траса» — радянсько-чехословацький драматичний художній фільм 1978 року, знятий кіностудіями «Ленфільм» і «Баррандов».

## Сюжет
На півночі Тюменської області, де прокладаються траси нафтопроводів, проходить випробування нова модель вантажівки «Татра». Бажаючи поліпшити машини і адаптувати їх для умов Крайньої Півночі, в СРСР приїжджає група чеських випробувачів-інженерів, серед яких — веселун Карел Войта. Робота в нових, складних умовах Сибіру, самовіддана праця, любов, котра закінчилася трагічно — все це змушує героя по-іншому поглянути на себе. Недооцінивши природні умови, чеський випробувач опиняється в складній ситуації. Але йому допомогли нові друзі і він знаходить кохану дівчину.

## У ролях
- Ян Каніза —  водій-випробувач Карел Войта
- Валентина Шендрікова —  лікар Маргарита Олександрівна
- Борис Щербаков —  Аркадій Воєводін, водій, колишній чоловік Рити
- Анатолій Солоніцин —  Лев Миколайович Слівін, працівник міністерства  (роль озвучив Ігор Єфімов)
- Віктор Гоголєв —  Олександр Олександрович Борисов, начальник випробувань  (роль озвучив Ігор Єфімов)
- Євген Леонов-Гладишев —  Міша, водій
- Владимир Раж —  Йозеф Вендлер, представник «Татри» в Москві
- Вітєзслав Яндак —  Жлабічек
- Ян Поган —  Гонза Шембера, старший групи водіїв-випробувачів з Чехословаччини
- Віктор Іллічов —  Віктор, водій
- Їтка Зеленогорська —  продавець
- Павло Кашлаков —  водій
- Віктор Терехов —  диспетчер

## Знімальна група
- Сценаристи: Олександр Горохов, Александр Лукеш, Карел Вальтера
- Режисери: Наталія Трощенко, Анатолій Вехотко
- Оператор: Едуард Розовський
- Художники-постановники: Валерій Юркевич
- Композитори: Ігор Цвєтков
- Монтажер: Ізольда Головкова
- Постановник трюків: Дмитро Шулькін